# Pulsatilla nigricans
Pulsatilla nigricans là một loài thực vật có hoa trong họ Mao lương. Loài này được Storck miêu tả khoa học đầu tiên.